# Phoenix, Arizona
Thành phố Phoenix, Arizona (phát âm tiếng Anh: /ˈfiːˌnɪks/; đọc là phi-ních-x) là thủ phủ và là thành phố lớn nhất của Tiểu bang Arizona và là trung tâm hành chính hạt của quận Maricopa. Thành phố này được có tư cách thành phố từ ngày 25/2/1881 và được gọi là Hoozdo, hay "nơi này nóng", trong tiếng Navajo và Fiinigis trong tiếng Tây Apache. Thành phố nằm dọc theo bờ của một con sông muối khô đang phục hồi từng phần. Đây là thành phố lớn thứ 6 tại Hoa Kỳ
Khu vực thống kê vùng đô thị Phoenix (MSA) là vùng đô thị lớn thứ 11 ở Hoa Kỳ, với dân số ước tính năm 2019 là 4.857.962.
Với dân số là 1.321.045, Phoenix là thành phố lớn thứ 5 ở Hoa Kỳ và là thủ phủ bang lớn nhất. Phoenix là thủ phủ tiểu bang lớn nhất Hoa Kỳ, với dân số lớn hơn bất kỳ thủ phủ tiểu bang nào hay cả Washington, D.C., thủ đô.

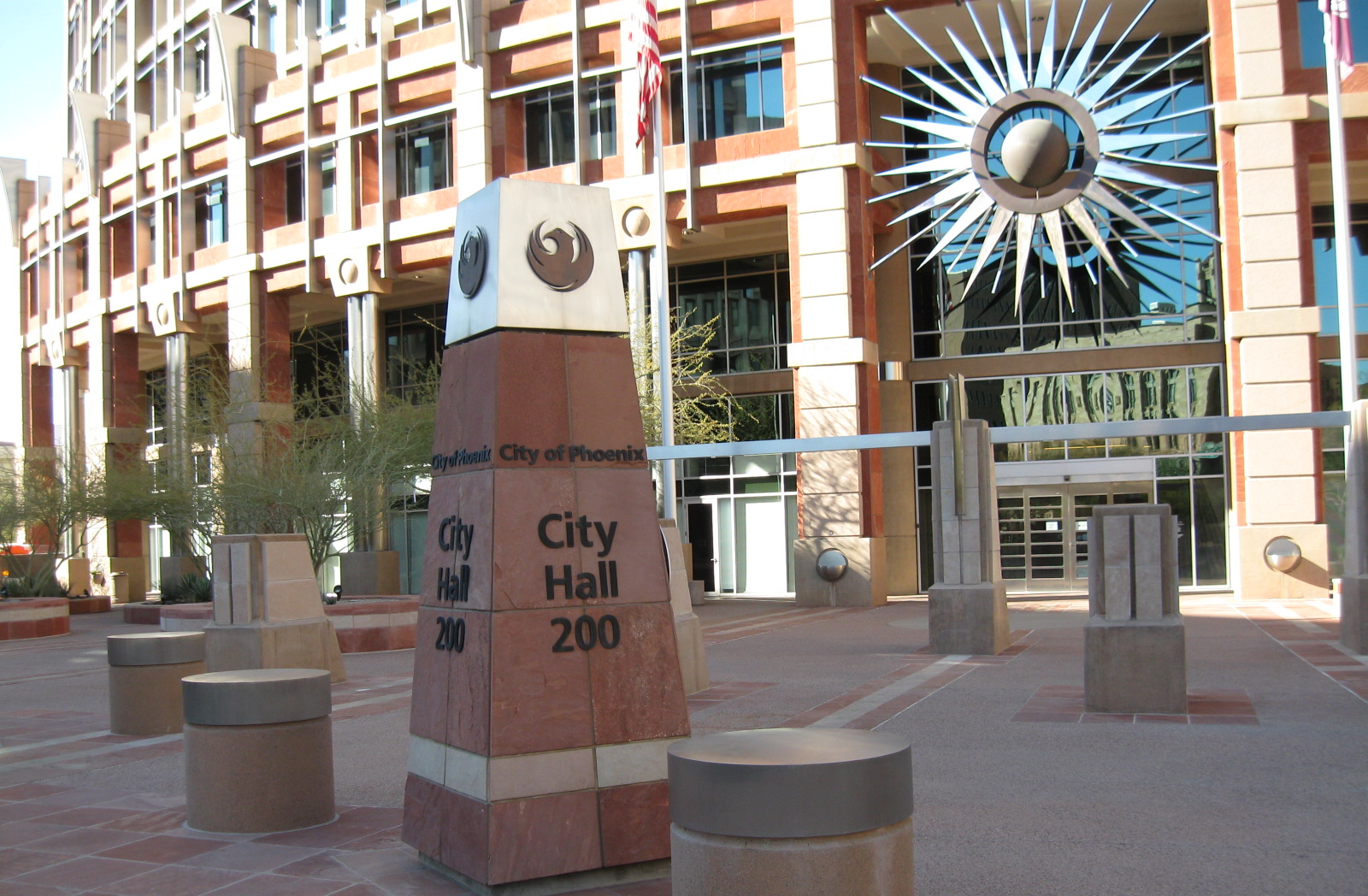
Tòa thị chính Phoenix

## Khí hậu
| Dữ liệu khí hậu của Phoenix, Arizona (Sân bay quốc tế Phoenix Sky Harbor) 1981−2010, cực độ 1895−nay | Dữ liệu khí hậu của Phoenix, Arizona (Sân bay quốc tế Phoenix Sky Harbor) 1981−2010, cực độ 1895−nay | Dữ liệu khí hậu của Phoenix, Arizona (Sân bay quốc tế Phoenix Sky Harbor) 1981−2010, cực độ 1895−nay | Dữ liệu khí hậu của Phoenix, Arizona (Sân bay quốc tế Phoenix Sky Harbor) 1981−2010, cực độ 1895−nay | Dữ liệu khí hậu của Phoenix, Arizona (Sân bay quốc tế Phoenix Sky Harbor) 1981−2010, cực độ 1895−nay | Dữ liệu khí hậu của Phoenix, Arizona (Sân bay quốc tế Phoenix Sky Harbor) 1981−2010, cực độ 1895−nay | Dữ liệu khí hậu của Phoenix, Arizona (Sân bay quốc tế Phoenix Sky Harbor) 1981−2010, cực độ 1895−nay | Dữ liệu khí hậu của Phoenix, Arizona (Sân bay quốc tế Phoenix Sky Harbor) 1981−2010, cực độ 1895−nay | Dữ liệu khí hậu của Phoenix, Arizona (Sân bay quốc tế Phoenix Sky Harbor) 1981−2010, cực độ 1895−nay | Dữ liệu khí hậu của Phoenix, Arizona (Sân bay quốc tế Phoenix Sky Harbor) 1981−2010, cực độ 1895−nay | Dữ liệu khí hậu của Phoenix, Arizona (Sân bay quốc tế Phoenix Sky Harbor) 1981−2010, cực độ 1895−nay | Dữ liệu khí hậu của Phoenix, Arizona (Sân bay quốc tế Phoenix Sky Harbor) 1981−2010, cực độ 1895−nay | Dữ liệu khí hậu của Phoenix, Arizona (Sân bay quốc tế Phoenix Sky Harbor) 1981−2010, cực độ 1895−nay | Dữ liệu khí hậu của Phoenix, Arizona (Sân bay quốc tế Phoenix Sky Harbor) 1981−2010, cực độ 1895−nay |
| Tháng                                                                                                | 1 | 2 | 3 | 4 | 5 | 6 | 7 | 8 | 9 | 10                                                                                                   | 11                                                                                                   | 12                                                                                                   | Năm                                                                                                  |
| --- | --- | --- | --- | --- | --- | --- | --- | --- | --- | --- | --- | --- | --- |
| Cao kỉ lục °F (°C)                                                                                   | 88 (31)                                                                                              | 92 (33)                                                                                              | 100 (38)                                                                                             | 105 (41)                                                                                             | 114 (46)                                                                                             | 122 (50)                                                                                             | 121 (49)                                                                                             | 117 (47)                                                                                             | 116 (47)                                                                                             | 107 (42)                                                                                             | 96 (36)                                                                                              | 87 (31)                                                                                              | 122 (50)                                                                                             |
| Trung bình ngày tối đa °F (°C)                                                                       | 67.2 (19.6)                                                                                          | 70.7 (21.5)                                                                                          | 76.9 (24.9)                                                                                          | 85.2 (29.6)                                                                                          | 94.8 (34.9)                                                                                          | 103.9 (39.9)                                                                                         | 106.1 (41.2)                                                                                         | 104.4 (40.2)                                                                                         | 99.8 (37.7)                                                                                          | 88.5 (31.4)                                                                                          | 75.5 (24.2)                                                                                          | 66.0 (18.9)                                                                                          | 86.6 (30.3)                                                                                          |
| Tối thiểu trung bình ngày °F (°C)                                                                    | 45.6 (7.6)                                                                                           | 48.7 (9.3)                                                                                           | 53.5 (11.9)                                                                                          | 60.2 (15.7)                                                                                          | 69.4 (20.8)                                                                                          | 77.7 (25.4)                                                                                          | 83.5 (28.6)                                                                                          | 82.7 (28.2)                                                                                          | 76.9 (24.9)                                                                                          | 64.8 (18.2)                                                                                          | 52.7 (11.5)                                                                                          | 44.8 (7.1)                                                                                           | 63.4 (17.4)                                                                                          |
| Thấp kỉ lục °F (°C)                                                                                  | 16 (−9)                                                                                              | 24 (−4)                                                                                              | 25 (−4)                                                                                              | 35 (2)                                                                                               | 39 (4)                                                                                               | 49 (9)                                                                                               | 63 (17)                                                                                              | 58 (14)                                                                                              | 47 (8)                                                                                               | 34 (1)                                                                                               | 27 (−3)                                                                                              | 22 (−6)                                                                                              | 16 (−9)                                                                                              |
| Lượng Giáng thủy trung bình inches (mm)                                                              | 0.91 (23)                                                                                            | 0.92 (23)                                                                                            | 0.99 (25)                                                                                            | 0.28 (7.1)                                                                                           | 0.11 (2.8)                                                                                           | 0.02 (0.51)                                                                                          | 1.05 (27)                                                                                            | 1.00 (25)                                                                                            | 0.64 (16)                                                                                            | 0.58 (15)                                                                                            | 0.65 (17)                                                                                            | 0.88 (22)                                                                                            | 8.03 (204)                                                                                           |
| Số ngày giáng thủy trung bình (≥ 0.01 in)                                                            | 4.1                                                                                                  | 4.4                                                                                                  | 3.9                                                                                                  | 1.7                                                                                                  | 1.0                                                                                                  | 0.5                                                                                                  | 4.2                                                                                                  | 5.0                                                                                                  | 2.8                                                                                                  | 2.5                                                                                                  | 2.6                                                                                                  | 3.9                                                                                                  | 36.6                                                                                                 |
| Độ ẩm tương đối trung bình (%)                                                                       | 50.9                                                                                                 | 44.4                                                                                                 | 39.3                                                                                                 | 27.8                                                                                                 | 21.9                                                                                                 | 19.4                                                                                                 | 31.6                                                                                                 | 36.2                                                                                                 | 35.6                                                                                                 | 36.9                                                                                                 | 43.8                                                                                                 | 51.8                                                                                                 | 36.6                                                                                                 |
| Số giờ nắng trung bình tháng                                                                         | 256.0                                                                                                | 257.2                                                                                                | 318.4                                                                                                | 353.6                                                                                                | 401.0                                                                                                | 407.8                                                                                                | 378.5                                                                                                | 360.8                                                                                                | 328.6                                                                                                | 308.9                                                                                                | 256.0                                                                                                | 244.8                                                                                                | 3.871,6                                                                                              |
| Phần trăm nắng có thể                                                                                | 81                                                                                                   | 84                                                                                                   | 86                                                                                                   | 90                                                                                                   | 93                                                                                                   | 95                                                                                                   | 86                                                                                                   | 87                                                                                                   | 89                                                                                                   | 88                                                                                                   | 82                                                                                                   | 79                                                                                                   | 87                                                                                                   |
| Nguồn: NOAA (độ ẩm, nắng 1961−1990)                                                                  | | | | | | | | | | | | | |